# Calle Deán Funes (Formosa)
La calle Deán Funes es una arteria importante en el microcentro de la Ciudad de Formosa, es la calle n° 28 según el enumerado colocado en las esquinas en los años 90'. Lleva el nombre del Deán Gregorio Funes (1749 - 1829)

## Recorrido e Historia
La calle nace con la Fundación de Formosa, en el año 1879, y es creado con el mismo nombre de la actualidad. La calle comprende unos 1600 metros,  de la cual cada 100 m se cruzan con estas calles:
- Av. González Lelong, donde nace
- Junín
- Corrientes
- Juan José Silva
- Maipú
- Pringles
- Saavedra
- España
- Av. 25 de Mayo
- J.M. Uriburu
- Brandsen
- Hipólito Yrigoyen
- Fotheringham
- Salta
- Ayacucho
- Paraguay, y la Av. N. Uriburu, esta última que lo corta.[3]